# سیستم رزمی آینده خودرو زمینی سرنشین دار
خودروسرنشین دار زمینی سیستم رزمی آینده  (انگلیسی: Future Combat Systems Manned Ground Vehicles) عضوی از گروه وسایل نقلیه نظامی سبک و بیشتر برای حمل و نقل نیرو بعنوان بخشی ازبرنامه سیستم خودروهای زمینی آینده ارتش ایالات متحده (FCS) توسط بی ای اِی سیستمز و جنرال داینامیکز توسعه یافته است . ایجاد این وسیله بر اساس پیکربندی خودروهای رایج دنبال شده است .  برنامه ام وی جی توسط خودرو رزمی زمینی جایگزین شده .

## تاریخچه
در آوریل ۲۰۰۹ وزرات دفاع اعلام کاهش بودجه کرد.  که منجر به لغو برنامه خانواده خودروهای سرنشین دار زمینی (FCS) شد.وزارت دفاع امریکا اعلام کرد :طرح خودرو پیشنهاد FCS حفاظت کافی در برابر بمب های دست ساز ندارد. از همان ابتدا ارتش قصد راه اندازی مجدد برنامه اولیه وسایل نقلیه رزمی زمینی (Ground Combat Vehicle) را دارد . برنامه FCS MGVs جایگزین برنامه اولیه خودرو رزمی زمینی ،(BCT)شده بود که در سال ۲۰۱۴ برنامه FCS MGVs لغو شد.

## طرح

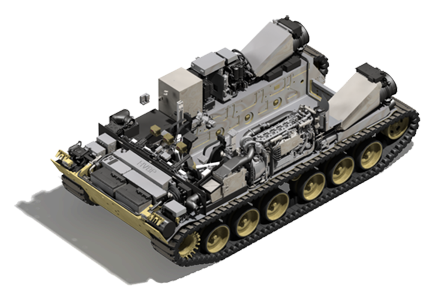
پیکربندی و اجزا سازنده

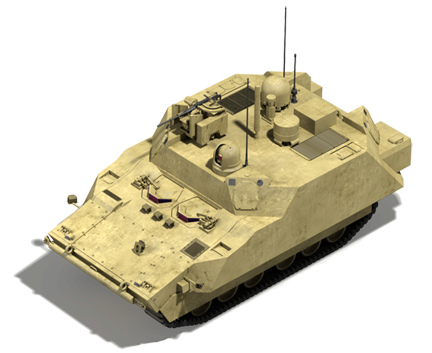
خودرو فرماندهی و هدایت

اکثر وسایل نقلیه با سیستم حفاظتی فعال (Hard-kill) قادر به مقابله با اکثر تهدیدها می شدند .  زره یک زمینه امن منحصر بفرد بود که ممکن است در ساختمان خودروهای خودروهای رزمی زمینی (BCT)مورد استفاده قرار گیرد .

## انواع
فناوری اولیه وزارت دفاع پیگیر فناوری هر دو نمونه خودرو جاده ای(چرخدار) و زنجیردار(شنی دار) بود اما نوع زنجیردار بیشتر دنبال شد.